# Phạm Việt Thanh
Phạm Việt Thanh (sinh năm 1953) là đạo diễn điện ảnh và âm nhạc, nhiếp ảnh gia, nhà quay phim người Việt Nam.

## Sự nghiệp
Năm 1976, Phạm Việt Thanh tốt nghiệp khoa quay phim khóa 6 Trường Điện ảnh Việt Nam cùng Nguyễn Hữu Tuấn, Trần Vũ Huấn, Trần Tuấn Khanh và Vương Khánh Luông.
Năm 1987, lần đầu tiên ông được tham gia quay một bộ phim truyện nhựa, bộ phim Cô gái trên sông của đạo diễn Đặng Nhật Minh.

## Đời tư
Phạm Việt Thanh từng kết hôn và có một cô con gái, sau này ông kết hôn với diễn viên Lê Khanh và có thêm hai con, một trai và một gái.
Phạm Việt Thanh và Lê Khanh bén duyên trong lần hợp tác lần đầu với bộ phim điện ảnh Săn bắt cướp của đạo diễn Trần Phương, chuyện tình cảm của hai người ban đầu gặp phải sự phản đối từ gia đinh vì Phạm Việt Thanh và bố mẹ Lê Khanh - hai diễn viên Trần Tiến và Lê Mai - vốn là anh/chị em trong giới nghệ sĩ. Sau đó hai người tiếp tục tham gia bộ phim Dòng sông hoa trắng cũng của đạo diễn Trần Phương.

## Tác phẩm

### Điện ảnh
| Năm  | Tựa đề                     | Hình thức     | Đạo diễn       | Đồng quay phim                                                    | Chú thích |
| ---- | -------------------------- | ------------- | -------------- | ----------------------------------------------------------------- | --------- |
| 1975 | Bóng mát rừng dừa          | Phim tài liệu | Trần Thế Dân   | Nguyễn Hữu Tuấn, Trần Vũ Huấn, Trần Tuấn Khanh, Vương Khánh Luông | [ 7 ]     |
| 1975 | Và mưa đã xóa nhòa dấu vết | Phim tài liệu | Trần Thế Dân   | Nguyễn Hữu Tuấn, Trần Vũ Huấn, Trần Tuấn Khanh, Vương Khánh Luông | [ 7 ]     |
| 1987 | Cô gái trên sông           | Phim truyện   | Đặng Nhật Minh |                                                                   |           |
| 1988 | Săn bắt cướp (SBC)         | Phim truyện   | Trần Phương    |                                                                   | [ 8 ]     |
| 1989 | Dòng sông hoa trắng        | Phim truyện   | Trần Phương    |                                                                   | [ 9 ]     |
| 1994 | Áo trắng sân trường        | Phim video    | Lê Dân         |                                                                   |           |

| Năm  | Tựa đề             | Hình thức     | Đồng đạo diễn | Chú thích |
| ---- | ------------------ | ------------- | ------------- | --------- |
| 1992 | Bên dòng sông Trẹm | Phim video    | Lê Dân        |           |
| 2002 | Bài ca Trường Sơn  | Phim tài liệu |               |           |

### Phim truyền hình
| Năm  | Sự kiện              | Vai trò       | Cùng vai trò    | Chú thích |
| ---- | -------------------- | ------------- | --------------- | --------- |
| 2008 | Con đường sáng       | Đạo diễn      | Nguyễn Đức Việt |           |
| 2010 | Khát vọng Thăng Long | Tổng đạo diễn |                 | [ 10 ]    |

### Âm nhạc
| Năm  | Chương trình                    | Hình thức        | Vai trò                                                           | Chú thích     |
| ---- | ------------------------------- | ---------------- | ----------------------------------------------------------------- | ------------- |
| 2000 | Mây trắng bay về                | Album nhạc       | Nhiếp ảnh                                                         |               |
| 2000 | Xuân Hinh 2000                  | Video hài        | Đạo diễn                                                          |               |
| 2002 | VTV – Bài hát tôi yêu           | Cuộc thi âm nhạc | Đạo diễn: Ngày xưa ơi , Cõi mơ dịu êm                             | [ 11 ] [ 12 ] |
| 2003 | VTV – Bài hát tôi yêu lần thứ 2 | Cuộc thi âm nhạc | Đạo diễn: Chuyện tình thảo nguyên, Mùa hè vui                     | [ 13 ] [ 14 ] |
| 2004 | VTV – Bài hát tôi yêu lần thứ 3 | Cuộc thi âm nhạc | Đạo diễn: Dòng sông lặng trôi, Cõi mơ dịu êm, Dòng sông lặng trôi | [ 15 ] [ 16 ] |
| 2004 | Sao mai điểm hẹn 2004           | Cuộc thi âm nhạc |                                                                   |               |
| 2004 | Hoan hô chiến sĩ Điện Biên      | Album nhạc       | Biên kịch kiêm đạo diễn                                           | [ 17 ]        |
| 2008 | Sao mai điểm hẹn 2008           | Cuộc thi âm nhạc |                                                                   |               |
| 2012 | Lối cũ ta về                    | Liveshow         | Đạo diễn                                                          | [ 18 ]        |
| 2012 | Bay cùng ViLi                   | Liveshow         | Tổng đạo diễn                                                     | [ 19 ]        |
| 2023 | Hà Nội phố                      | Liveshow         | Tổng đạo diễn                                                     | [ 20 ]        |

### Sự kiện
| Năm  | Chương trình                       | Hình thức          | Vai trò                        | Chú thích |
| ---- | ---------------------------------- | ------------------ | ------------------------------ | --------- |
| 2004 | Liên hoan phim Việt Nam lần thứ 14 | Sự kiện nghệ thuật | Đạo diễn Khai mạc và Bế mạc    | [ 21 ]    |
| 2011 | Liên hoan phim Việt Nam lần thứ 17 | Sự kiện nghệ thuật | Đạo diễn Khai mạc và Bế mạc    | [ 22 ]    |
| 2021 | Liên hoan phim Việt Nam lần thứ 22 | Sự kiện nghệ thuật | Giám khảo Phim truyện điện ảnh | [ 23 ]    |

## Giải thưởng

### Giải thưởng cá nhân
| Năm  | Giải thưởng                        | Hạng mục      | Đề cử              | Kết quả   | Tác phẩm                   | Chú thích |
| ---- | ---------------------------------- | ------------- | ------------------ | --------- | -------------------------- | --------- |
| 1985 | Liên hoan phim Việt Nam lần thứ 7  | Phim tài liệu | Quay phim xuất sắc | Đoạt giải | Đất Tây Sơn và Đất Hạ Long | [ 24 ]    |
| 1993 | Liên hoan phim Việt Nam lần thứ 10 | Phim video    | Quay phim xuất sắc | Đoạt giải | Khát vọng bi thương        | [ 25 ]    |

### Giải thưởng cho tác phẩm
| Năm  | Giải thưởng                     | Hạng mục                 | Kết quả                         | Tác phẩm                | Chú thích |
| ---- | ------------------------------- | ------------------------ | ------------------------------- | ----------------------- | --------- |
| 2002 | VTV – Bài hát tôi yêu           |                          | Top 5 video được yêu thích      | Ngày xưa ơi             | [ 11 ]    |
| 2003 | VTV – Bài hát tôi yêu lần thứ 2 |                          | Giải Khán giả bình chọn         | Chuyện tình thảo nguyên | [ 14 ]    |
| 2004 | VTV – Bài hát tôi yêu lần thứ 3 |                          | Giải thưởng Hội đồng nghệ thuật | Cuối đêm                | [ 26 ]    |
| 2004 | VTV – Bài hát tôi yêu lần thứ 3 |                          | Giải Khán giả bình chọn         | Dòng sông lặng trôi     | [ 26 ]    |
| 2008 | Giải Cánh diều 2007             | Phim truyền hình dài tập | Cánh diều Bạc                   | Con đường sáng          | [ 27 ]    |